# Viverravidae
I Viverravidi sono una famiglia di antichi mammiferi carnivori vissuti tra il Paleocene e l'Eocene.
Sono ritenuti i primi esponenti del sottordine Feliformia, cioè gli antenati dei moderni felini.